# Seitenstetten
Seitenstetten ist eine Marktgemeinde mit 3379 Einwohnern (Stand 1. Jänner 2024) im Bezirk Amstetten in Niederösterreich.

## Geografie
Seitenstetten liegt im Mostviertel in Niederösterreich. Die Fläche der Marktgemeinde umfasst 30,48 Quadratkilometer. 25,84 Prozent der Fläche sind bewaldet.

### Gemeindegliederung
Seitenstetten umfasst als einzige Ortschaft Seitenstetten; Katastralgemeinden sind:
- Seitenstetten Dorf (28,17 km²)
- Seitenstetten Markt (2,29 km²)

Ortsteile von Seitenstetten sind Blümelsberg, Heiderhäuser, Hochstraß, Neudorf, Pöllausiedlung, Seitenstetten Dorf, Seitenstetten Markt, Treffling und Weidersdorf sowie zahlreiche Einzellagen.
Im Norden des Gemeindegebietes befindet sich der Flugplatz Seitenstetten.

### Nachbargemeinden
|                     | Wolfsbach                                   |           |
| St. Peter in der Au | Kompassrose, die auf Nachbargemeinden zeigt | Biberbach |
| Ertl                | Waidhofen an der Ybbs                       |           |

## Geschichte
Im Altertum war das Gebiet Teil der Provinz Noricum.
Erstmals 1109 urkundlich erwähnt, wurde das Benediktinerstift Seitenstetten im Jahr 1112 durch die Edlen Reginbert von Hagenau und Udalschalk von Stille und Heft gegründet. 1480 erhielt der Ort durch Kaiser Friedrich III. das Marktrecht verliehen.

### Einwohnerentwicklung
| Seitenstetten: Einwohnerzahlen von 1869 bis 2024    | Seitenstetten: Einwohnerzahlen von 1869 bis 2024 | Seitenstetten: Einwohnerzahlen von 1869 bis 2024 | Seitenstetten: Einwohnerzahlen von 1869 bis 2024 | Seitenstetten: Einwohnerzahlen von 1869 bis 2024 |
| --------------------------------------------------- | ------------------------------------------------ | ------------------------------------------------ | ------------------------------------------------ | ------------------------------------------------ |
| Jahr                                                |                                                  |                                                  |                                                  | Einwohner                                        |
| 1869                                                | 1869                                             |                                                  | 1.931                                            | 1.931                                            |
| 1880                                                | 1880                                             |                                                  | 2.041                                            | 2.041                                            |
| 1890                                                | 1890                                             |                                                  | 2.139                                            | 2.139                                            |
| 1900                                                | 1900                                             |                                                  | 2.255                                            | 2.255                                            |
| 1910                                                | 1910                                             |                                                  | 2.354                                            | 2.354                                            |
| 1923                                                | 1923                                             |                                                  | 2.412                                            | 2.412                                            |
| 1934                                                | 1934                                             |                                                  | 2.625                                            | 2.625                                            |
| 1939                                                | 1939                                             |                                                  | 2.292                                            | 2.292                                            |
| 1951                                                | 1951                                             |                                                  | 2.318                                            | 2.318                                            |
| 1961                                                | 1961                                             |                                                  | 2.443                                            | 2.443                                            |
| 1971                                                | 1971                                             |                                                  | 2.664                                            | 2.664                                            |
| 1981                                                | 1981                                             |                                                  | 2.765                                            | 2.765                                            |
| 1991                                                | 1991                                             |                                                  | 2.981                                            | 2.981                                            |
| 2001                                                | 2001                                             |                                                  | 3.131                                            | 3.131                                            |
| 2011                                                | 2011                                             |                                                  | 3.265                                            | 3.265                                            |
| 2021                                                | 2021                                             |                                                  | 3.446                                            | 3.446                                            |
| 2024                                                | 2024                                             |                                                  | 3.379                                            | 3.379                                            |
| Quelle(n): Statistik Austria, Gebietsstand 1.1.2021 |                                                  |                                                  |                                                  |                                                  |

## Kultur und Sehenswürdigkeiten

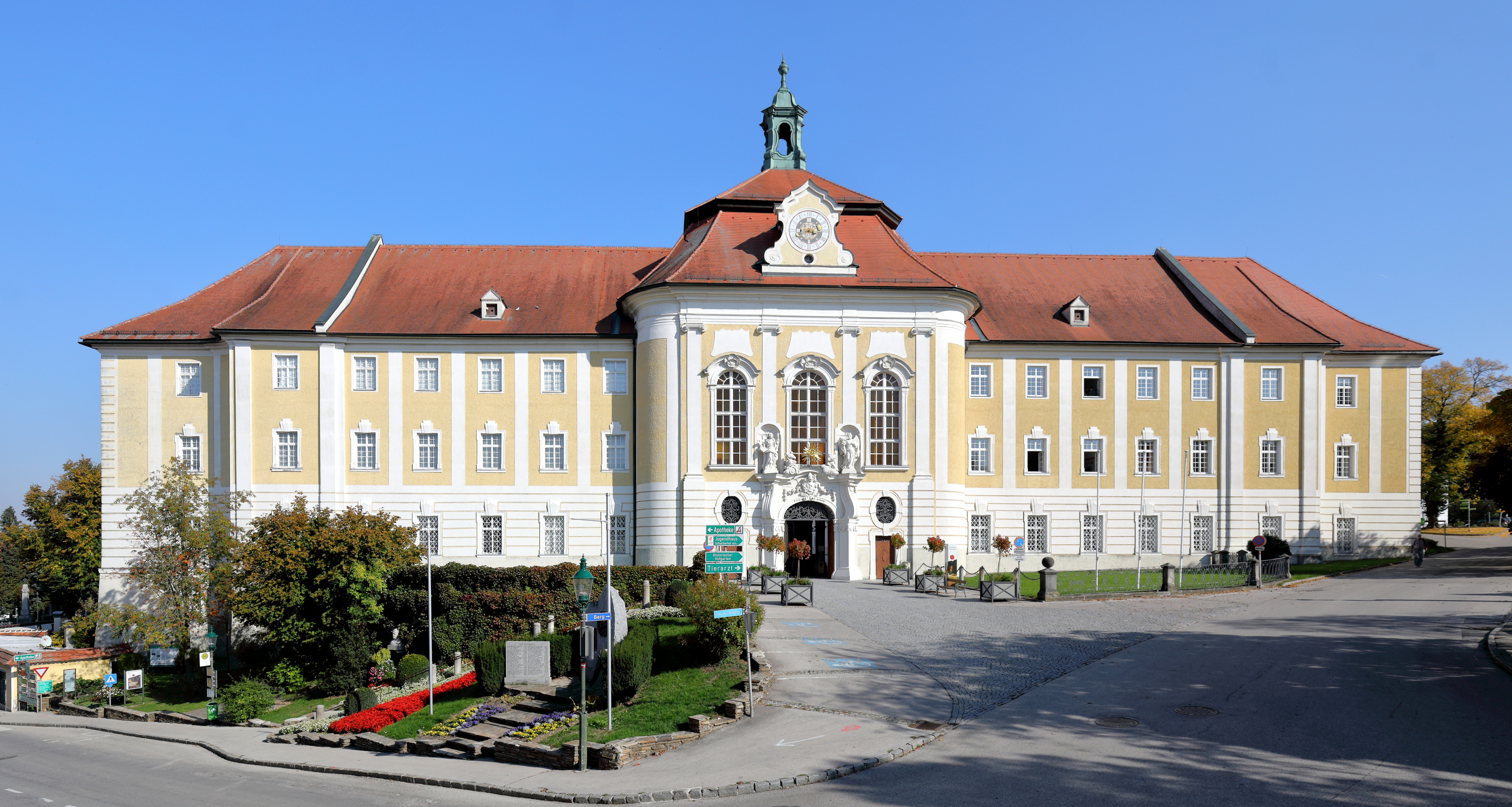
Stift Seitenstetten

- Stift Seitenstetten mit Stiftskirche mit einem Stiftsgarten
- Friedhofskirche hl. Veit
- Franzosenwald mit Lehrpfad

## Wirtschaft und Infrastruktur

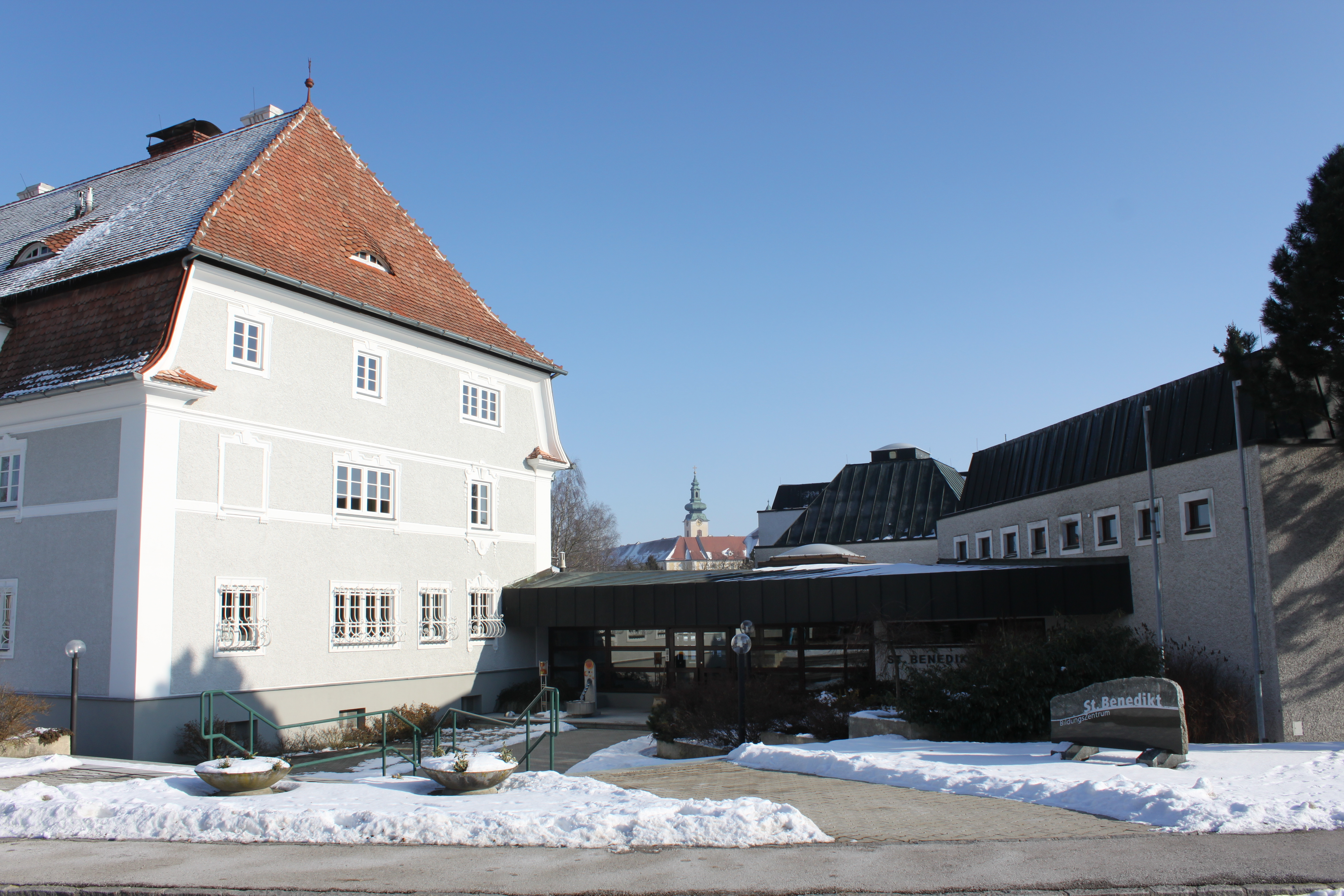
Bildungszentrum St. Benedikt Seitenstetten

Nichtlandwirtschaftliche Arbeitsstätten gab es im Jahr 2001 117, land- und forstwirtschaftliche Betriebe nach der Erhebung 1999 130. Die Zahl der Erwerbstätigen am Wohnort betrug nach der Volkszählung 2001 1447. Die Erwerbsquote lag 2001 bei 47,74 Prozent. Arbeitslose gab es am Ort im Jahresdurchschnitt 2003 72.
Der größte Arbeitgeber ist der Maschinenbauer LiSEC Maschinenbau GmbH, dieser eröffnete 1993 seine Produktion in der Gemeinde. 1998 wurde die Forschungs- und Entwicklungsabteilung gebaut und in den 2000er Jahren wurde der Standort um weitere 12 000 m² erweitert.

### Bildung
- Stiftsgymnasium Seitenstetten
- Bildungszentrum St. Benedikt Seitenstetten

### Sport
Der Fußballverein USC Seitenstetten wurde 1964 gegründet und spielt aktuell in der 2. Landesliga West. Der Verein bestreitet seine Heimspiele in der iLife-Arena in Seitenstetten. Zum Verein UFC St. Peter/Au aus der westlichen Nachbargemeinde besteht seit jeher eine Rivalität, bei diesen Spielen pilgern selbst bei unterklassigen Spielen rund tausend Zuseher auf die örtlichen Sportplätze. Bekannteste Spieler von Seitenstetten sind Manuel Engleder, Martin Fraisl und Reinhard Großalber. Aktuell wird die Mannschaft von Robert Langergraber trainiert, welcher Gerhard Kammerhofer zu Saisonbeginn nach sechs Jahren ablöste.

## Politik

### Gemeinderat
Seit 2005 hat der Gemeinderat 23 Mitglieder.
- Nach den Gemeinderatswahlen in Niederösterreich 1990 hatte der Gemeinderat folgende Verteilung: 16 ÖVP, 4 SPÖ und 1 Sonstige.
- Nach den Gemeinderatswahlen in Niederösterreich 1995 hatte der Gemeinderat folgende Verteilung: 15 ÖVP, 4 Liste Bürger für Seitenstetten und 2 SPÖ.[2]
- Nach den Gemeinderatswahlen in Niederösterreich 2000 hatte der Gemeinderat folgende Verteilung: 15 ÖVP, 3 SPÖ, 2 GRÜNE und 1 FPÖ.[3] (21 Mitglieder)
- Nach den Gemeinderatswahlen in Niederösterreich 2005 hatte der Gemeinderat folgende Verteilung: 15 ÖVP, 4 SPÖ, 2 GRÜNE und 2 FPÖ.[4]
- Nach den Gemeinderatswahlen in Niederösterreich 2010 hatte der Gemeinderat folgende Verteilung: 17 ÖVP, 3 SPÖ, 2 GRÜNE und 1 Liste Für Seitenstetten.[5]
- Nach den Gemeinderatswahlen in Niederösterreich 2015 hatte der Gemeinderat folgende Verteilung: 15 ÖVP, 5 SPÖ und 3 GRÜNE.[6]
- Nach den Gemeinderatswahlen in Niederösterreich 2020 hatte der Gemeinderat folgende Verteilung: 16 ÖVP, 4 GRÜNE und 3 SPÖ.[7]
- Nach den Gemeinderatswahlen in Niederösterreich 2025 hat der Gemeinderat folgende Verteilung: 15 ÖVP, 4 FPÖ, 2 GRÜNE und 2 SPÖ.[8]

### Bürgermeister
- Franz Pfeiffer
- bis 2005 Stefan Edermayer (ÖVP)
- 2005–2015 Franz Deinhofer (ÖVP)
- seit 2015 Johann Spreitzer (ÖVP)[9]

## Persönlichkeiten

### Söhne und Töchter der Gemeinde
- Anton von Haimberger (1795–1865), Rechtswissenschaftler, Richter und Hochschullehrer
- Paul Urlinger (1814–1889), Pfarrer und Orograph
- Heinrich Lammasch (1853–1920), letzter Ministerpräsident der österreichischen Monarchie
- Maria Sturm (1913–1996), Malerin
- Paul Pfaffenbichler (1925–2003), Architekt
- Wolfgang Denk (1947–2023), Künstler und Museumsleiter

### Mit der Gemeinde verbundene Persönlichkeiten
- Benedikt Abelzhauser (1635–1717), Geistlicher und Gelehrter, Abt des Stiftes Seitenstetten 1687–1717
- Gottfried Edmund Frieß (1836–1904), Geistlicher, Historiker, Lehrer, Bibliothekar, Archivar
- Anselm Salzer (1856–1938), Geistlicher und Literaturhistoriker